# باول فوكس
باول فوكس (بالإنجليزية: Paul Fox)‏ هو عازف قيثارة بريطاني، ولد في 11 أبريل 1951 في المملكة المتحدة، وتوفي بنفس المكان في 21 أكتوبر 2007 بسبب سرطان الرئة.

## وصلات خارجية
- بول فوكس على موقع ميوزك برينز (الإنجليزية)
- بول فوكس على موقع ديسكوغز (الإنجليزية)